# Шахъяр
Уезд Шахъяр (уйг. شتحيار ناھىيىسى; Shahyar Nahiyisi, Xahyar Nah̡iyisi‎) или уезд Шая (кит. упр. 沙雅县, пиньинь Shāyǎ xiàn) — уезд в округе Аксу Синьцзян-Уйгурского автономного района КНР.

## История
Уезд Шаяр был образован в 1902 году.

## Административное деление
Уезд Шаяр делится на 6 посёлков и 5 волостей.

## Экономика
Развиты сельское хозяйство, особенно хлопководство и выращивание пшеницы.